# Lachenalia
Lachenalia é um género botânico pertencente à família Asparagaceae.